# Прокоф'єва Марина Сергіївна
Марина Прокоф'єва (нар. 4 лютого 1982) — українська дзюдоїстка.
Вона фінішувала на спільному п'ятому місці у важкій вазі (+78 кг) на літніх Олімпійських іграх 2004 року, програвши матч за бронзову медаль китаянці Сунь Фумін.

## Досягнення
| Рік  | Турнір                     | Місце | Вагова категорія    |
| ---- | -------------------------- | ----- | ------------------- |
| 2009 | Чемпіонат Європи           | 7-а   | Важка вага (+78 кг) |
| 2007 | Чемпіонат Європи           | 5-а   | Важка вага (+78 кг) |
| 2006 | Чемпіонат Європи           | 5-а   | Важка вага (+78 кг) |
| 2005 | Чемпіонат Європи           | 3-а   | Важка вага (+78 кг) |
| 2005 | Відкритий чемпіонат Європи | 7-а   | Абсолютна категорія |
| 2004 | Олімпійські ігри           | 5-а   | Важка вага (+78 кг) |
| 2004 | Чемпіонат Європи           | 5-й   | Важка вага (+78 кг) |
| 2004 | Відкритий чемпіонат Європи | 2-й   | Абсолютна категорія |
| 2003 | Чемпіонат Європи           | 7-а   | Важка вага (+78 кг) |